# K. Natwar Singh
Kunwar Natwar Singh (ur. 16 maja 1929 w Bharatpur, Rajastan, zm. 10 sierpnia 2024 w Gurgaonie) – polityk indyjski, w latach 2004–2005 minister spraw zagranicznych Indii.

## Życiorys
Kształcił się na Uniwersytecie w Delhi (w prestiżowym St. Stephen College, znanym z wielu wybitnych absolwentów), uzupełniał studia w Cambridge i Pekinie. Od 1953 pracował w indyjskiej służbie dyplomatycznej, m.in. w Pekinie i stałym przedstawicielstwie w USA w Nowym Jorku, reprezentował Indie we władzach UNICEF oraz kilku komitetach ONZ i sesjach Zgromadzenia Ogólnego. Był również ekspertem władz Brytyjskiej Wspólnoty Narodów. Sprawował funkcję ambasadora m.in. w Polsce (1971-1973) i Pakistanie (1980-1982). W latach 60. pracował w sekretariacie premier Indiry Gandhi, w latach 1982–1984 był sekretarzem w Ministerstwie Spraw Zagranicznych. W latach 1982–1984 kierował liniami lotniczymi Air India.
W 1984 wstąpił do Indyjskiego Kongresu Narodowego i został wybrany do parlamentu (Lok Sabha). W 1985 premier Rajiv Gandhi powierzył mu stanowisko ministra stanu ds. przemysłu ciężkiego i rolnictwa, a w 1986 ministra stanu ds. zagranicznych. Singh pozostawał w rządzie do 1989, w 1987 przewodniczył Konferencji Narodów Zjednoczonych ds. Rozbrojenia i Rozwoju. Po porażce wyborczej Partii Kongresowej zasiadał nadal w parlamencie (z przerwą).
W maju 2004 został ministrem spraw zagranicznych w rządzie premiera Manmohana Singha. Jako pierwszy szef dyplomacji indyjskiej od piętnastu lat był z wizytą w Pakistanie i podjął dwustronne rozmowy. Stracił tekę spraw zagranicznych w listopadzie 2005 po ujawnieniu zarzutów o czerpanie nielegalnych zysków z programu ONZ "Ropa za żywność"; pozostał jednak ministrem bez teki w gabinecie M. Singha.
Jest autorem kilku książek.

## Wyróżnienia
- Order Padma Bhushan